# سوروف
سوروف (دژگال) با نام علمی Echinochloa crus-galli نوعی علف هرز خزانه برنج است. این علفها با جذب آب و مواد غذایی و همچنین نور و اشغال فضا، موجب ضعیف شدن نشاها می‌شوند. به علاوه، علفهای هرز موجود در خزانه، همراه نشاهای برنج به زمین اصلی راه یافته و باعث مشکلات بیشتر در مزرعه می‌شوند. زیرا در این مرحله، علف‌کش‌ها روی آن‌ها بی‌اثر بوده و باید با دست وجین شوند.
گل آذین سوروف، سنبله باز است.

عکس گیاه سوروف (دژگال) با نام علمی Echinochloa crus-galli شالیزارهای روستای خلیفه محله شلمان، استان گیلان

علف‌های هرز دیگری مانند انواع جگن‌ها از جمله اویارسلام یک ساله، انواع پیرز، بعضی از پهن برگ‌ها ماند قاشق واش، با نشاهای برنج رقابت می‌کنند.